# Chetoacidi

dall'alto a scendere: Acido piruvico (un α-chetoacido), acido acetoacetico (un β-chetoacido) e acido levulinico (un γ-chetoacido).

I chetoacidi (o acidi chetonici) sono acidi carbossilici che presentano un gruppo carbonilico sulla catena carboniosa principale. A seconda della posizione del gruppo C=O sulla catena si possono avere gli alfa-chetoacidi (carbonile in posizione 2), i beta-chetoacidi (carbonile in posizione 3), i gamma-chetoacidi (carbonile in posizione 4) ecc.

## Nomenclatura
Secondo le norme IUPAC il gruppo carbossilico ha la precedenza nella nomenclatura sul carbonile, quindi il gruppo C=O verrà considerato come gruppo funzionale secondario identificato dal suffisso osso_ e da un numero che ne identifica la posizione lungo la catena, dove il carbonio carbossilico rappresenta la posizione 1.